# Typhlodromus inops
Typhlodromus inops är en spindeldjursart som först beskrevs av De Leon 1967.  Typhlodromus inops ingår i släktet Typhlodromus och familjen Phytoseiidae. Inga underarter finns listade i Catalogue of Life.